# Alexeï Mizguirev
Alexeï Iourevitch Mizguirev, en russe : Алексей Юрьевичч Мизгирев,  est un réalisateur et un scénariste russe né 1er juillet 1974 à Myski dans l'oblast de Kemerovo en Russie.

## Biographie
En 1998, il sort diplômé de la faculté de philosophie de l'université de Tomsk pour continuer au VGIK dans la classe de Vadim Abdrachitov avec lequel il est assistant réalisateur stagiaire pour le film Orages magnétiques en 2003. Pendant ses études il se distingue par la réalisation de courts métrages et en travaillant pour la série télévisée Koulaguine et ses partenaires.
Il termine ses études à l'Institut national du cinéma en 2004  et obtient son diplôme avec le film La permission. Cœur de pierre est son premier long métrage mais il se fait davantage connaître en France en participant, du 28 octobre au 3 novembre 2009, à la 7e semaine du cinéma russe à Paris avec Tambour battant et en participant, du 14 au 20 novembre 2012, à la 10e semaine du cinéma russe à Paris, au cinéma «L'arlequin», avec Le transfèrement aussi dénommé Le convoi. En 2012 il participe hors compétition à la 62e Berlinale. 

## Filmographie

### Réalisateur
- 1999 : Brèves rencontres, court métrage
- 2000 : A bad apartment, court métrage
- 2001 : Nina, court métrage
- 2001 : Le Passage, court métrage
- 2004 : La Permission, court métrage
- 2005 : Koulaguine et ses partenaires, série télévisée
- 2007 : Cœur de pierre (Кремень)
- 2009 : Tambour battant (Бубен, барабан)
- 2012 : Le Transfèrement ou Le convoi (Конвой)
- 2016 : Le Duelliste (Дуэлянт)

### Scénariste
- 2004 : La Permission
- 2007 : Cœur de pierre; autre titre Le Dur à cuire
- 2008 : Caboche de pierre réalisé par Filipp Yankovski
- 2009 : Tambour battant
- 2012 : Le Transfèrement

### Assistant réalisateur
- 2003 : Orages magnétiques réalisé par Vadim Abdrashitov.

## Distinctions
- 2007 : Meilleur premier film au festival Kinotavr à Sotchi en Russie pour Cœur de pierre.
- 2007 : Meilleur scénario au festival Kinotavr à Sotchi en Russie pour Cœur de pierre.
- 2007 : Prix Rainer Werner Fassbinder du premier film au festival international du film de Mannheim pour Cœur de pierre.
- 2007 : Prix du meilleur scénario au 13e festival international du film sur les droits de l'homme «Stalker» pour Cœur de pierre.
- 2008 : Prix spécial du jury au Festival international du film de Marrakech au Maroc pour Cœur de pierre.
- 2009 : Prix du jury œcuménique au festival du film de Cottbus en Allemagne pour Tambour battant.
- 2009 : Prix de la meilleure réalisation au festival du film de Cottbus en Allemagne pour Tambour battant.
- 2009 : Prix spécial du jury, le léopard d'argent, au Festival du film de Locarno en août pour Tambour battant.
- 2009 : Prix de la meilleure mise en scène, au Festival du film de Locarno en août pour Tambour battant.
- 2009 : Prix spécial du jury au festival Kinotavr à Sotchi en Russie pour Tambour battant.
- 2009 : Prix de la guilde des historiens et critiques de cinéma de la fédération de Russie pour Tambour battant.
- 2009 : Prix de la meilleure réalisation Festival du film de Locarno en Suisse pour Tambour battant.
- 2012 : Grand prix au 2e festival cinématographique de Sakhaline pour le film Le Transfèrement.
- 2012 : Prix du meilleur réalisateur au 2e festival cinématographique de Sakhaline pour le film Le transfèrement. De plus, deux interprètes principaux, masculin et féminin, ont remporté le prix d'interprétation pour ce film.